# أليكس كيد
أليكس كيد (بالإنجليزية: Arekkusu Kidd)‏، هي سلسلة ألعاب فيديو ظهرت في أواخر الثمانينيات من القرن الماضي، ظهر اليكس لأول مرة على جهاز سيغا ميجا درايف سنة 1988، عندما صدرت اللعبة لأول مرة بالنسخة اليابانية، وترجمت إلى اللغة الإنجليزية سنة 1989م ووصلت إلى الأسواق الأمريكية والعالمية.

## علامة سيغا
كان اليكس كيد علامة سيغا الرسمية، لاكنه لم يلق النجاح المطلوب، ولا تم أستبداله بـ القنفذ سونيك عام 1991 وقد نجحت الشخصية، وهي علامة سيجا ليومنا هذا.

## صور من لعبة Alex Kidd in the Enchanted Castle
قصة اللعبة 
- اليكس يريد ان يرى والده في القصر الملكي، ويواجه اليكس عدداً من المهاجمين، فلم يتمكن اليكس من العبور إلا القتال كي يرى والده.. ولكن حراس الملك منع ابنه من رؤية أبيه.
- من صور لعبة اليكس، انه يجب أن يجمع عدداً كبيراً من النقود لمواجهة القرد المنافس، ففي حال الفوز يتمكن اليكس من الحصول على المكأفة مثل الدبابة والخاتم السحري وغيره، وفي حال الخسارة وقع في الفخ..

## أهم الأصدارات للعبة
- أليكس كيد إن ميركل وارد - 1986, Master System | 2008, Wii Virtual Console
- أليكس كيد: ذا لوست ستارز - 1986, Arcade Version | 1989, Master System
- أليكس كيد بي إم إكس تريال - 1987, Master System (Japan-only)
- أليكس كيد: هاي-تيك رولد - 1989, Master System
- أليكس كيدز إن ذا إنشنتيد كاسل - 1989, Mega Drive/Genesis | 2007, Wii Virtual Console
- أليكس كيد إن شينوبي ورلد - 1990, Master System
- سونيك أند سيجا أول-ستارز رايسنك

## وصلات خارجية
- Video reportaje de Sonic The Hedgehog (español)
- Alex Kidd series على موبي غيمز
- Alex Kidd series at Hardcore Gaming 101
- Alex Kidd in Miracle World Fansite
- Alex Kidd - The Definitive Source